# Dickson (Tennessee)
Dickson es una ciudad ubicada en el condado de Dickson en el estado estadounidense de Tennessee. En el Censo de 2010 tenía una población de 14.538 habitantes y una densidad poblacional de 280,17 personas por km².

## Geografía
Dickson se encuentra ubicada en las coordenadas 36°3′50″N 87°21′58″O / 36.06389, -87.36611. Según la Oficina del Censo de los Estados Unidos, Dickson tiene una superficie total de 51.89 km², de la cual 51.68 km² corresponden a tierra firme y (0.41%) 0.21 km² es agua.

## Demografía
Según el censo de 2010, había 14.538 personas residiendo en Dickson. La densidad de población era de 280,17 hab./km². De los 14.538 habitantes, Dickson estaba compuesto por el 0.08% blancos, el 0.01% eran afroamericanos, el 0.35% eran amerindios, el 0.82% eran asiáticos, el 0.09% eran isleños del Pacífico, el 3.16% eran de otras razas y el 2.65% pertenecían a dos o más razas. Del total de la población el 5.96% eran hispanos o latinos de cualquier raza.